# Latinolister cylindroides
Latinolister cylindroides är en skalbaggsart som först beskrevs av Sylvain Auguste de Marseul 1853.  Latinolister cylindroides ingår i släktet Latinolister och familjen stumpbaggar. Inga underarter finns listade i Catalogue of Life.